# Axel Hjelm

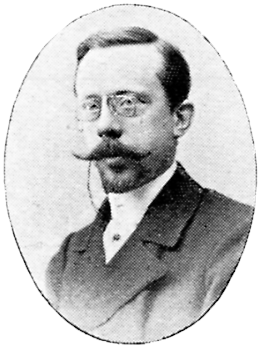
Axel Hjelm.

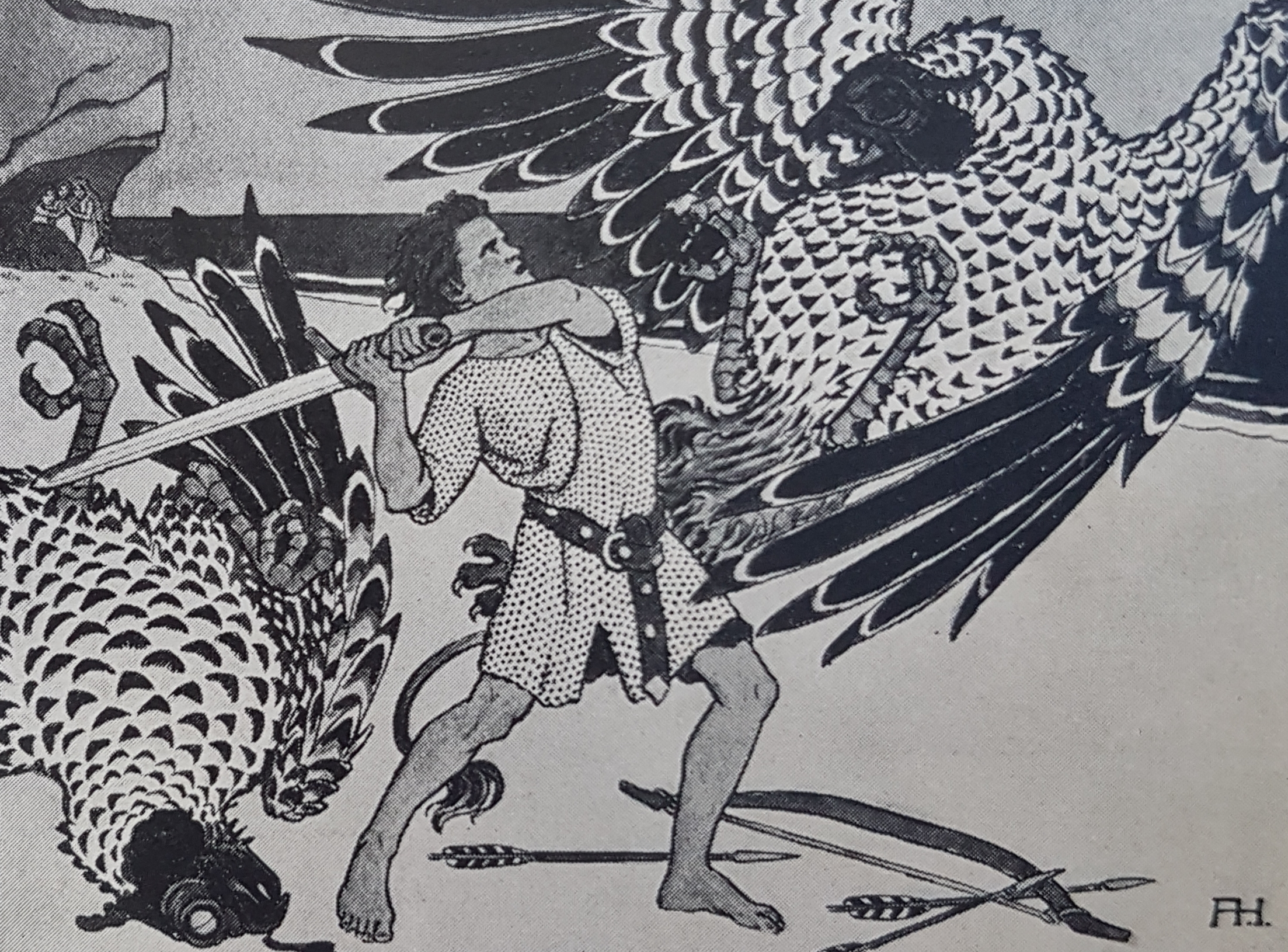
Illustration till En Kämpasaga skapad av Axel Hjelm

Axel Olof Fredrik Hjelm, född 12 februari 1868 i Stockholm, död 24 januari 1944 i Göteborg, var en svensk målare och tecknare. Han studerade vid konstakademien i Stockholm 1888-1895 och har målat figurmotiv och landskap samt utfört teckningar till arbeten av Erland Nordenskiöld och Eric von Rosen.